# Трокское воеводство
Тро́кское воево́дство (лат. Palatinatus Trocensis, пол. Województwo trockie) — административно-территориальная единица Великого княжества Литовского, образованная в 1413 году. Центр — город Троки (Тракай). Площадь воеводства составляла около 31 200 км². Упразднено в 1795 году.
Воеводство граничило с Курляндским герцогством на севере, Виленским воеводством на востоке, Новогрудским воеводством на юго-востоке, Королевством Польским на юго-западе и со Жмудью и Пруссией на западе. Территорию воеводства на две части (западную и восточную) делила река Неман. Крупными городами были Троки (лит. Trakai), Поневеж, Ковно, Гродно, Биржи, Волковишки, Рейжи, Сувалки, Сейны, Меречь, Заблудов.

## История

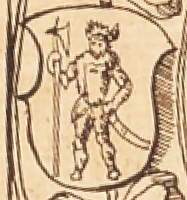
Пеший воин с алебардой. Герб Трокского воеводства из польского издания (1614) Статута Великого княжества Литовского

Воеводство было создано на основании Городельской унии 1413 года из Гродненского и Трокского княжеств. Тогда же появились должности воеводы и каштеляна, которые по значению уступали лишь виленским воеводе и каштеляну.
По люстрации (переписи) 1775 года на территории Трокского воеводства насчитывалось 55 614 дымов. По состоянию на 1790 год в воеводстве было около 288 тысяч жителей.
В 1791 по Конституции Речи Посполитой был создан Мерецкий повет, который в 1793 вместе с Гродненским поветом по решению Гродненского сейма образовал отдельное Гродненское воеводство.
В 1795 в связи с третьим разделом Речи Посполитой Трокское воеводство было ликвидировано, а его территория поделена между Виленской и Слонимской губерниями Российской империи и Пруссией.

## Административное деление

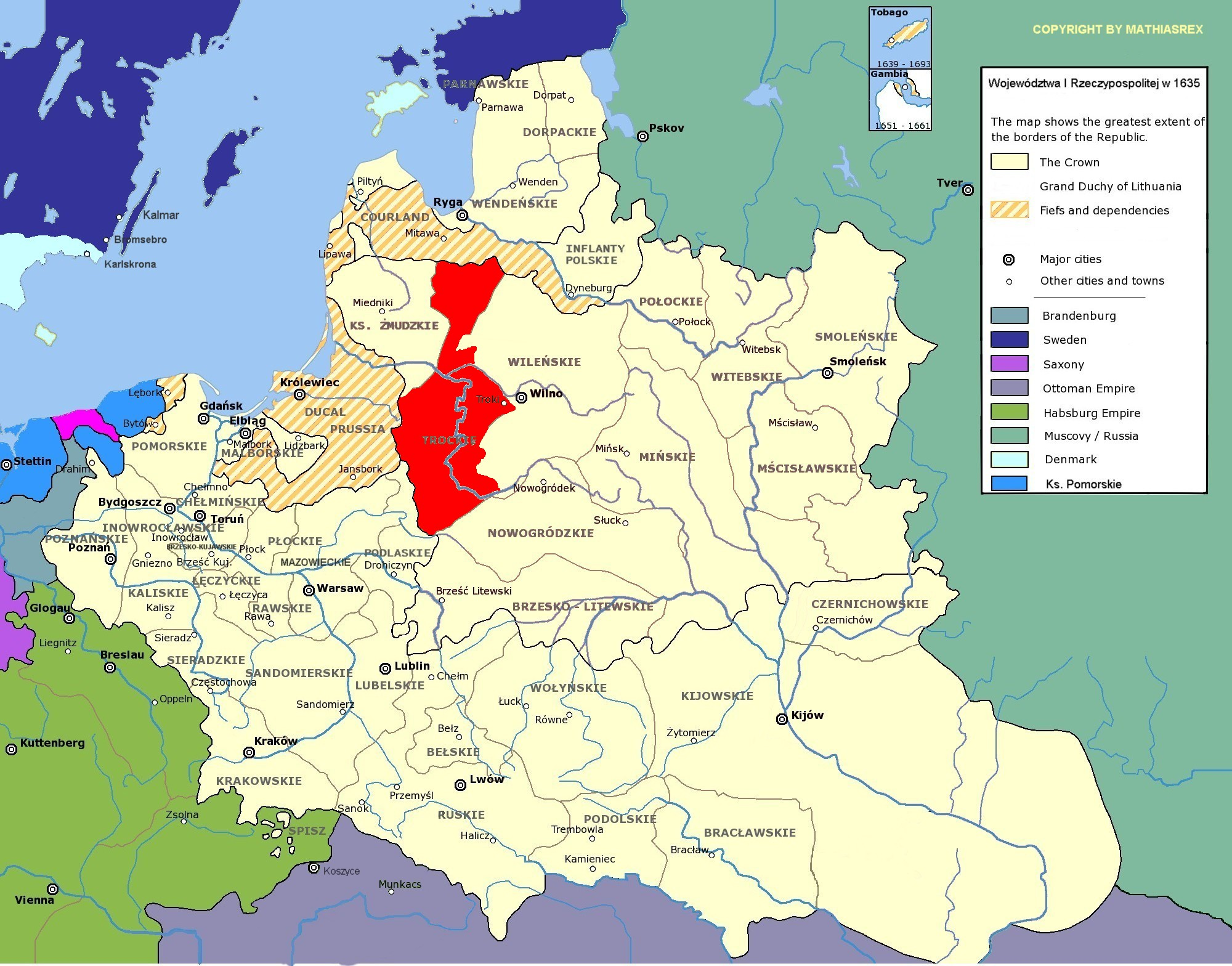
Трокское воеводство на карте Речи Посполитой

В 1413—1566 воеводство было очень обширным, распространялось от границ Ливонского ордена до реки Припять и делилось на множество единиц:
- Поветы: Трокский, Упитский, Ковенский, Гродненский, Бельский, Волковысский, Слонимский, Новогрудский, Дорогичинский, Мельницкий, Брестский, Каменецкий, Здитовский и Туровский;
- Княжества: Кобринское, Пинское, Дубровицкое, Городецкое, Клецкое, Слуцкое и Глусское.

С 1566, после выделения из него нескольких новых воеводств, воеводство включало в себя четыре повета:
- Трокский повет (центр — Троки, площадь — 8740 км²)
  - Староства: Трокское (градское), Олькеницкое, Жижморское, Лодьевское, Мерецкое, Неманойское.
- Упитский повет (формально центр — Упита, фактически — Поневежь, площадь — 9100 км²)
  - Староства: Упитское (градское), Вабольницкое, Гульбинское, Жидайченское, Сенгвейское, Шадовское, Шиманское.
- Ковенский повет (центр — Ковно, площадь — 6045 км²)
  - Староства: Ковенское (градское), Вильковишское, Трокское, Дорсунишское, Пренское.
- Гродненский повет (центр — Гродно, площадь — 4000 км²)
  - Староства: Гродненское (градское), Васильковское, Привальское, Приросльское, Филипповское.

Воеводские сеймики собирались в Троках, а поветовые сеймики — в Троках, Поневежи, Ковно и Гродно, там же собиралось и посполитое рушение.
Местная шляхта выбирала восьмерых послов на вальный сейм Речи Посполитой и восьмерых депутатов в Главный литовский трибунал.
В иерархии земских должностных лиц в Трокском повете высшее место занимал тиун, а в остальных поветах — предводители шляхты.

## Сенаторы
Воеводство имело двух представителей в Сенате Речи Посполитой: воеводу и каштеляна. Трокский воевода в порядке старшинства занимал в Сенате место после калишского воеводы, а каштелян — после серадзского и перед ленчицким. За всё время существования Трокского воеводства им управляло 42 воеводы и 53 каштеляна.